# 奥村正志
奥村 正志（おくむら まさし、1979年 - ）は、日本のアニメーター、キャラクターデザイナー。千葉県浦安市出身。スタジオジブリ出身。

## 人物・経歴
東小金井村塾・二期生として宮崎駿に学んだ後、スタジオジブリに入社。『千と千尋の神隠し』の動画や『猫の恩返し』『ハウルの動く城』『ゲド戦記』の原画など、幾つかの作品に関わった後、退社。
独立後はボンズとの関わりが深い。代表的な仕事である『亡念のザムド』ではアニメーションディレクターを務めた。総作画監督の役割のほか、作中に登場するメカのバリエーションを考え、美術設定込みのイメージボードを作成し、監督によるチェックの代行としてレイアウトをチェックすることもあった。
その後は演出家へ転向したが、2021年公開の映画『EUREKA/交響詩篇エウレカセブン ハイエボリューション』でキャラクターデザインと作画監督を担当した。
2009年にアニメーターの倉島亜由美と結婚。

## 作品

### テレビアニメ
2002年
-  OVERMANキングゲイナー（作画監督、-2003年）

2004年
- 絢爛舞踏祭 ザ・マーズ・デイブレイク（原画）

2005年
- 交響詩篇エウレカセブン（原画、-2006年）

2012年
- ROBOTICS;NOTES（絵コンテ・演出・原画）

2014年
- ガンダム Gのレコンギスタ（デザイン協力・演出協力・原画）

### 劇場作品
1999年
- ホーホケキョ となりの山田くん（制作進行）

2000年
- くじらとり（演出助手）

2001年
- 千と千尋の神隠し（動画）
- サクラ大戦 活動写真（動画）　

2002年
- 猫の恩返し（原画）

2004年
- ハウルの動く城（原画）

2005年
- 空飛ぶ都市計画

2006年
- ゲド戦記（原画・初期イメージボード）

2007年
- ストレンヂア 無皇刃譚（原画）

2012年
- ももへの手紙（原画）

2021年
- EUREKA/交響詩篇エウレカセブン ハイエボリューション（キャラクターデザイン・キャラクター作画監督）

### OVA
- トップをねらえ2!（原画、2004-2006年）

### Webアニメ
- 亡念のザムド（アニメーションディレクター、2008年）

### ゲーム
- シャイニング・ティアーズ（アニメーションキャラクターデザイン・演出・作画監督・作画、2004年）